# Hogna colosii
Hogna colosii là một loài nhện trong họ Lycosidae.
Loài này thuộc chi Hogna. Hogna colosii được Lodovico di Caporiacco miêu tả năm 1947.